# Schlacht von Bab El Oued
Die Schlacht von Bab El Oued (franz.: Bataille de Bab el Oued) oder auch Die Belagerung von Bab el Oued war im weitesten Sinne Teil des Algerienkriegs (1954–1962). Während der Krieg eigentlich zwischen der algerischen Befreiungsbewegung und Frankreich stattfand, prallten hier französische Truppen mit Terroristen der französischen nationalistischen Gruppe Organisation de l’Armée Secrète (OAS) aufeinander. Die Schlacht dauerte vom 23. März bis zum 6. April 1962.

## Hintergrund

### Aufstand der OAS am 19. März
Die OAS war eine Organisation weißer nationalistischer „Pieds Noirs“, die in Französisch-Algerien lebten und in Opposition zu der Politik Charles de Gaulles standen. Sie wollten verhindern, dass Algerien unabhängig wurde. Präsident de Gaulle hatte am 19. März 1962 einen Waffenstillstand zwischen Frankreich und der Front de libération nationale (FLN) vereinbart, die sogenannten Verträge von Évian.
Die OAS entschied sich, sich in ihrer Hochburg Bab El Oued, einem traditionell von Angehörigen der europäischen Arbeiterklasse bewohnter Stadtteil von Algier, einzugraben. Hier wollte man gegen die Vereinbarungen von Evian mit Gewalt kämpfen.

## Belagerung von Bab el Oued (vom 23. März bis zum 6. April)
Die Schlacht von Bab el Oued war hauptsächlich ein Kampf zwischen der französischen Gendarmerie und der OAS (vertreten durch die Delta Commandos). Die Gendarmerie verwendete M8 Greyhound Panzerfahrzeuge, die die Ausfahrten in die Stadt kontrollierten. Verdächtige Gebäude wurden aus der Luft durch T-6 überwacht. Außerdem kamen T-28 Flugzeuge zum Einsatz, die von dem Luftwaffenstützpunkt Boufarik (30 Kilometer von Algier entfernt) aus starteten und landeten. Besondere Aufmerksamkeit galt etwaigen Scharfschützen, die auf Dächern postiert waren.
Als Teil des Angriffs war Marine-Artillerie-Unterstützung von den Zerstörern Surcouf und Maille-Brézé (Zerstörer der T 47 Klasse) geplant. Dies erwies sich jedoch als unpraktikabel und wurde abgeblasen. Die meisten der Truppen, die zur Belagerung des Viertels angelandet worden waren, waren mit diesen Zerstörern am 2. März transportiert worden. Zur Unterstützung der Bab-el Oued marschierten 200 OAS-Maquis-Kämpfer von Algier nach Ouarsenis, eine bergige Region zwischen Oran und Algier. Sie versuchten zwei französische militärische Vorposten zu erobern. Dabei verließen sie sich auf die Unterstützung von lokalen muslimischen Stämmen, die weiterhin zu Frankreich gehören wollten. Oberst Albert Brothier verhinderte dies und kämpfte die Gruppe mit Angehörigen der Fremdenlegion in mehreren Tagen nieder.

### Arrest des Generals Jouhaud (25. März)
Am 25. März 1962 wurde General Edmond Jouhaud (Adjutant des Befehlshabers der OAS Raoul Salan und Kommandant der OAS-Oranie, der Oran-Abteilung der OAS) im Hôtel d’Oran Panorama mit seinem Adjutanten, Kommandant Julien Camelin, verhaftet.

### Massaker auf derRue d’Isly(26. März)
Das Massaker auf der Rue d’Isly (heutiger Name Rue Larbi Ben M’hidi) fand am 26. März statt. Hier demonstrierten Pied-Noirs weitestgehend friedlich gegen de Gaulle.
Viele dieser Demonstranten hatten Verbindungen zur OAS. Bei der Absperrung an der Grande Post stießen sie auf 45 französische Soldaten des 4e régiment de tirailleurs algériens (4e RTA) (4. Regiment der Algerischen Schützen); diese feuerten in die Menge. Dem Historiker Benjamin Stora zufolge starben 35 Menschen und ca. 150 wurden verletzt.
Sechs französische Soldaten wurden später in einem Hinterhalt der OAS ermordet.